# Caesars Superdome

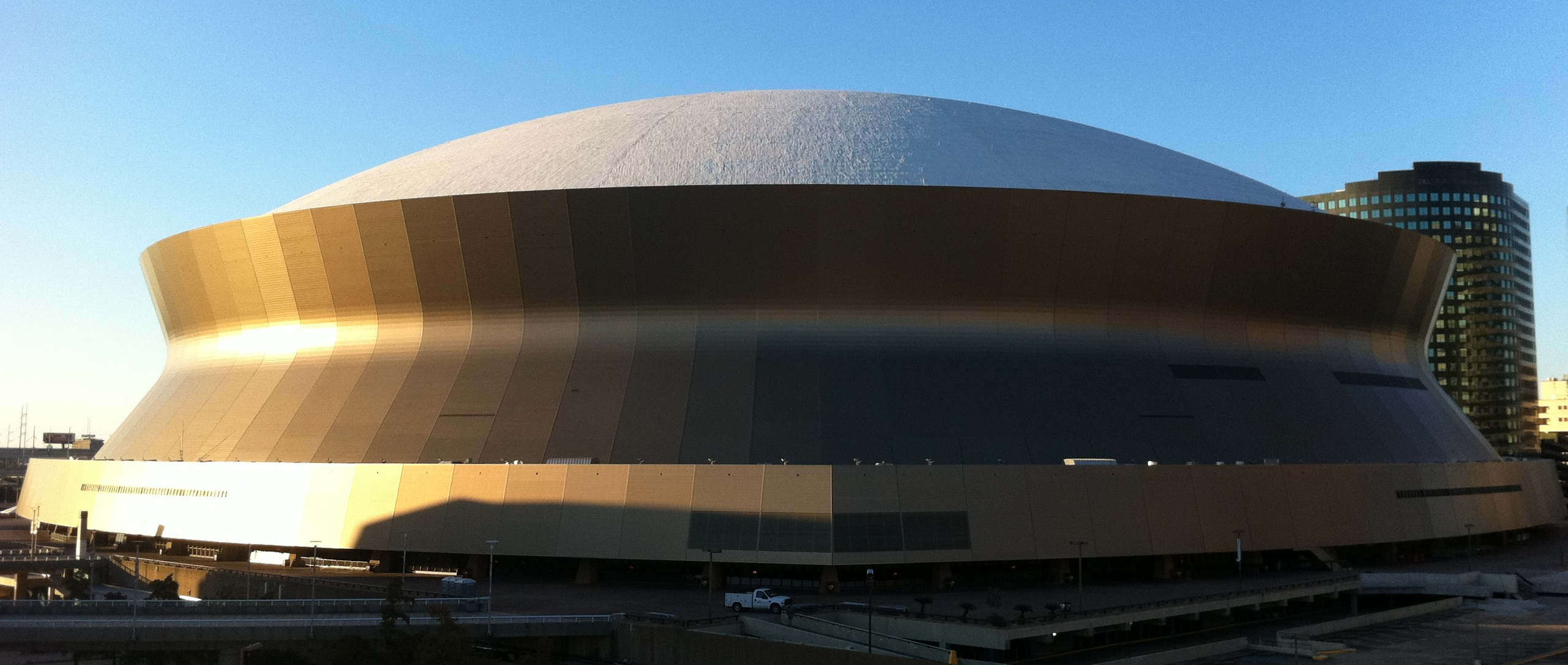
Stadion Superdome

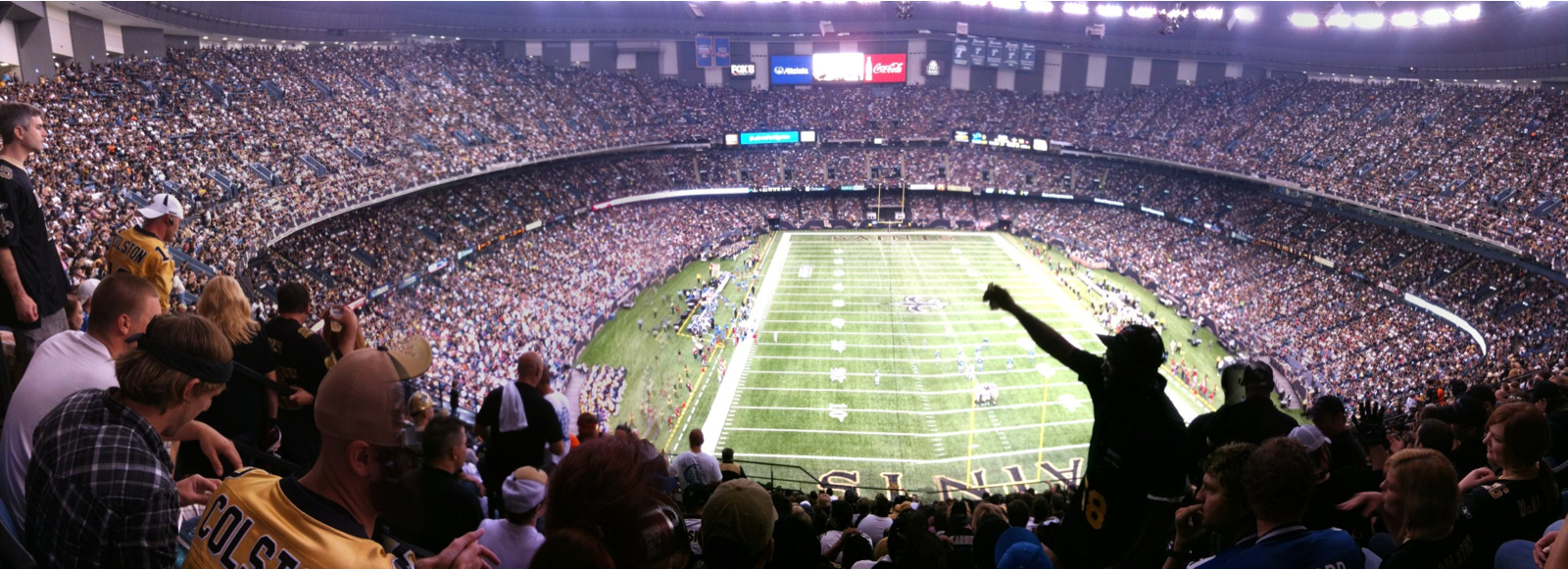
Wnętrze

Caesars Superdome (pierwotnie Louisiana Superdome, a wcześniej Mercedes-Benz Superdome) (z ang. Super Kopuła), powszechnie znany jako Superdome – obiekt sportowy wszechstronnego użytku w Nowym Orleanie, w Stanach Zjednoczonych. Jest on siedzibą New Orleans Saints, jednej z drużyn National Football League. W przeszłości była to też siedziba drużyny New Orleans Jazz (NBA), znaną teraz jako Utah Jazz. Arena może pomieścić nawet 79 tys. widzów.

## Historia
Budowa stadionu rozpoczęła się 11 sierpnia 1971 roku i została ukończona w listopadzie 1975, kosztowała 134 miliony dolarów. Budowlę wzniesiono w samym centrum miasta, na miejscu starego cmentarza, co wiele osób uważa za przyczynę ciągłych porażek drużyny (mimo że drużyna wcale nie spisywała się lepiej, gdy grała na Tulane Stadium).
Pierwszym sezonem, który New Orleans Saints rozegrali w Superdome, był sezon 1975-1976.
19 października 1999 roku tuż obok Superdome otwarto New Orleans Arena, nieco mniejszy obiekt sportowy, na którym swe mecze rozgrywają m.in. New Orleans Pelicans.

## Dane techniczne

### Wymiary
- Powierzchnia zajmowana przez obiekt wynosi 210 000 m²
  - powierzchnia użytkowa to 3 500 000 m²
  - powierzchnia murawy (boiska) 25 000 m²
- wysokość - 82,3 m
- średnica - 210 m

Louisiana Superdome była największą halą sportową na świecie do czasu wybudowania The O2 w Londynie.

### Pojemność
- mecze futbolu amerykańskiego - 76 468 (rozszerzona widownia).
- mecze koszykówki - 55 675 osób
- mecze baseballu - 63 525 osób

- podczas większych wydarzeń (np. podczas Super Bowl) na widowni zasiada ponad 79 000 widzów.

## Zawody
Superdome jest częstą areną Super Bowl, żaden inny stadion nie ma tak bogatej historii tych rozgrywek - mecze te odbyły się tutaj w latach 1978, 1981, 1986, 1990, 1997 i 2002 oraz 2013.
Superdome jest również miejscem rozgrywania Sugar Bowl, New Orleans Bowl, meczów "u siebie" drużyny uniwersytetu Tulane. W latach 1982, 1987, 1993 i 2003 odbyły się tu mecze Final Four ligi NCAA. Jednymi z tradycyjnych zawodów są Bayou Classic - mecze futbolu amerykańskiego pomiędzy Grambling State i Southern University, które w przeszłości były uczelniami dla czarnoskórej ludności.
Oprócz zawodów sportowych Superdome jest miejscem wielu innych wydarzeń - koncertów, wystaw targowych czy konwentów partyjnych. Stadion jest także wykorzystywany jako schronienie przed huraganami dla biednej ludności.
W 2005 roku Superdome było miejscem schronienia przed Huraganem Katriną. 
- Więcej informacji na ten temat: Huragan Katrina